# Master Musicians of Jajouka

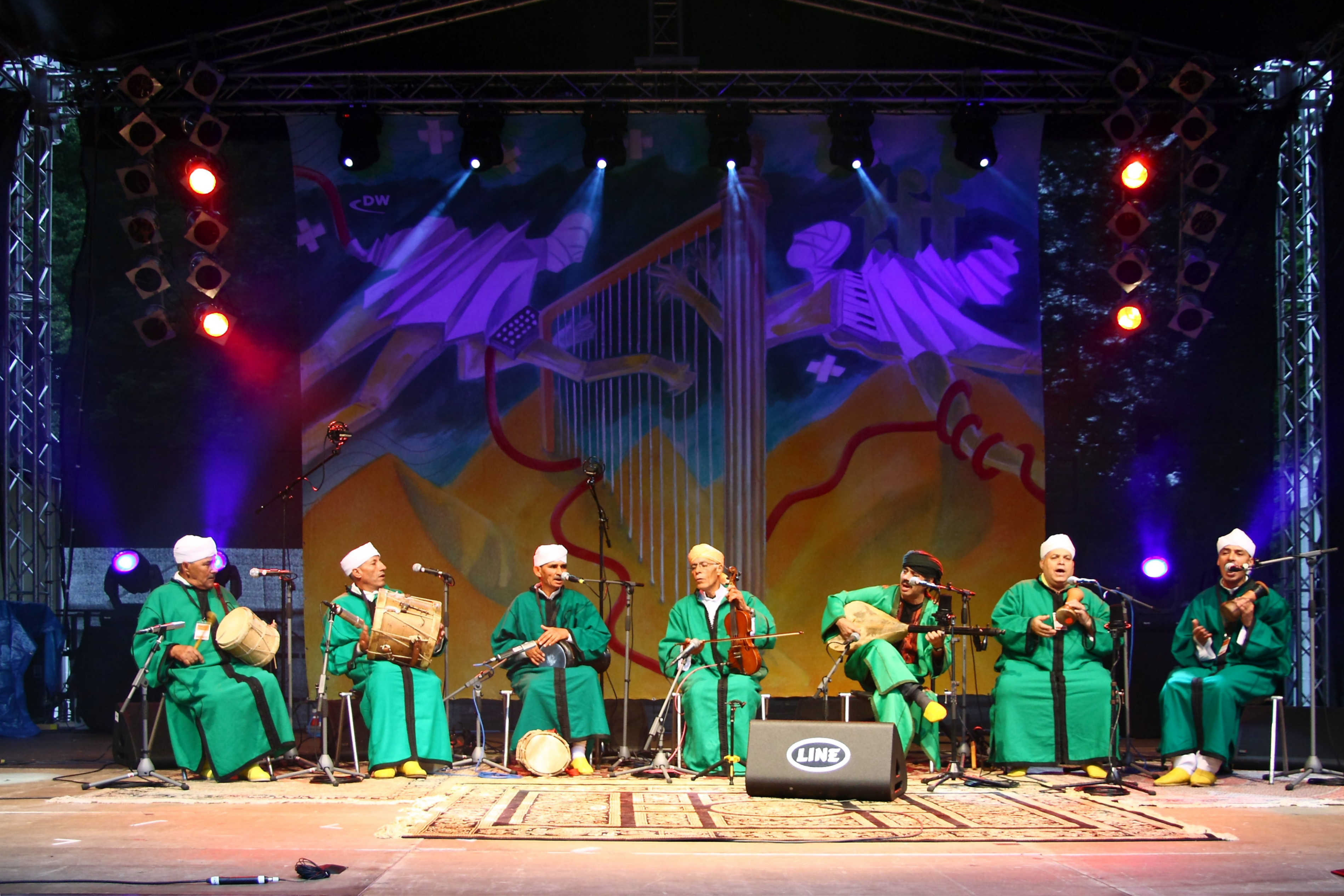
Die Master Musicians of Jajouka unter der Leitung von Bachir Attar beim Tanz&FolkFest Rudolstadt (2011)

Die Master Musicians of Jajouka (zunächst zumeist Master Musicians of Joujouka) sind ein traditionelles Musikerensemble aus dem Dorf Joujouka in den Ahl-Srif-Bergen des südlichen Rif-Gebirges in Marokko, das seit etwa 1970 international bekannt ist und mehrere Alben vorgelegt hat.

## Geschichte
In der Musik der Master Musicians of Jajouka spiegeln sich Teile eines alten Pan-Kultes. Der Überlieferung zufolge wurde die Musik den Dorfmusikern vom Ziegengott Boujeloud geschenkt, dem „Vaters des Schreckens“. Bis heute wird diese Musik bei einem örtlichen Fruchtbarkeitsfest gespielt: Angelockt vom polyrhythmischen Spiel der Zylindertrommeln (T'bol), den kleinen Bechertrommeln (Tarija, ähnlich einer Darbuka), den darüber schwebenden oboenartigen Ghaitas und Bambusflöten (Lira) kommt in jedem Jahr der Boujeloud als eine in Ziegenfellen gekleidete und mit Ruten ausgestattete Figur mit schwarz angemalten Gesicht aus seiner Höhle und bringt dem Dorf Joujouka wieder die Fruchtbarkeit. Die Musik der Dorfmusiker „baut sich über Stunden zu einer Trance  auf, die Melodien sind in Schleifen angelegt. Bis zu 50 Musiker sind daran beteiligt.“
Die Musiker und viele Einwohner von Joujouka gehören einer lokalen Sufi-Bruderschaft an, nachdem der Legende zufolge um das 8. Jahrhundert Sidi Ahmed Sheikh, ein islamischer Missionar aus Persien, das Dorf besucht und zum Islam bekehrt haben soll. Spirituelles Zentrum der Musiker ist dessen Grabbau (Qubba) in der Ortsmitte. Nur ein Sohn eines Mitglieds des Ensembles kann neuer Master Musician werden. Im 17. Jahrhundert wurden sie zu den Hofmusikern der Alawiden und spielten in den Sultanspalästen zu festlichen Anlässen und vor Gebeten. Im Jahr 1912 erhielten die Mitglieder des Ensembles eine Genehmigung, die ihnen einen Sonderstatus gab und sie von der Arbeit als Bauern entband. Als nach 1930 viele von ihnen in die spanische Armee eingezogen wurden, drohte ihre Tradition zusammenzubrechen. Die Musik von Joujouka zog in den 1950ern die Aufmerksamkeit der Schriftsteller Paul Bowles, William S. Burroughs und Brion Gysin auf sich, die mit ihren veröffentlichten Beschreibungen dafür sorgten, dass sich Musiker wie Brian Jones, Ornette Coleman oder Lee Ranaldo vor Ort mit der Musik von Joujouka beschäftigten.

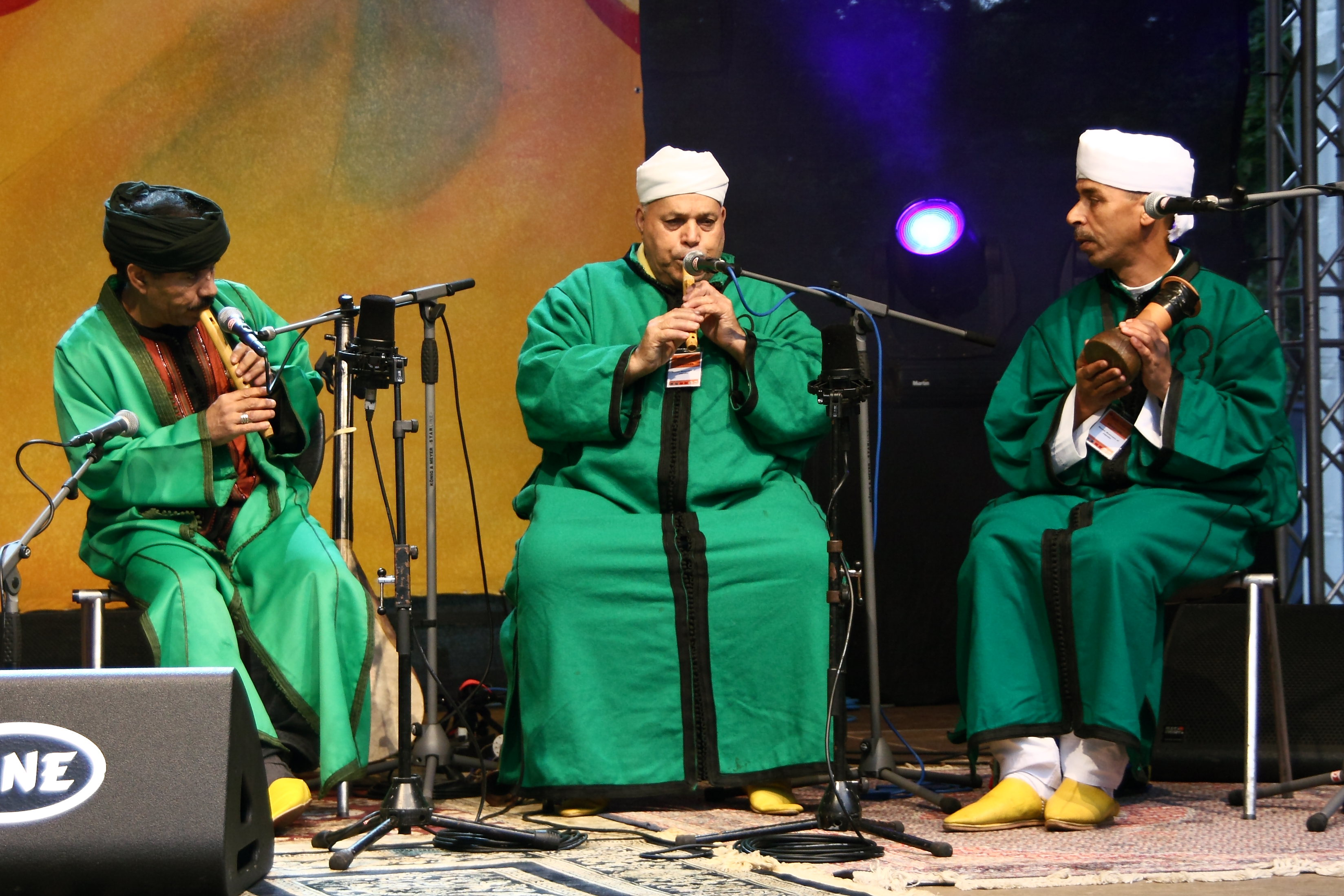
Eine Gruppe der Master Musicians auf dem Tanz&FolkFest Rudolstadt (2011)

1971 veröffentlichten die Rolling Stones auf ihrem Label das Album Brian Jones presents the Pipes of Pan at Joujouka, mit dem die Master Musicians einem größeren Publikum bekannt wurden. Der Tonträger wurde in die legendäre Wireliste The Wire’s “100 Records That Set the World on Fire (While No One Was Listening)” aufgenommen. Ornette Coleman entwickelte über dem Zusammenspiel mit den Musikern aus Joujouka seine Harmolodics.
Das Ensemble teilte sich nach dem Tod von Hadji Abdessalam Attar in zwei Gruppen: Neben das Ensemble, das den alten Namen behielt und heute von Ahmed Attar geleitet wird, traten die von Bachir Attar geleiteten Master Musicians of Jajouka, dessen Musiker teilweise nicht mehr in dem marokkanischen Dorf lebten. Talvin Singh und Bill Laswell arbeiteten mit diesen Master Musicians of Jajouka zusammen, die sich in Richtung Weltmusik öffneten, mehrfach (zuletzt 2012) auf internationaler Tournee waren und weitere Alben vorlegten.
Im September 2013 wurde die Kompilation The Road to Jajouka veröffentlicht, auf der die Musik der Master Musicians remixed und reinterpretiert wurde. Zu den Beteiligten gehören u. a. Medeski, Martin & Wood, John Zorn, Ornette Coleman, Flea, Marc Ribot, Howard Shore, Bill Laswell und DJ Logic.
Hingegen spielen die verbliebenen Master Musicians of Joujouka „die Musik in einer Form, die sich wohl gegenüber dem Sound von vor 20 Jahren unterscheidet, aber sich nicht den Ansprüchen von Musikstars oder kommerziellen Produzenten anpasst.“ Auch sie haben zwei Alben vorgelegt und mit Rockmusikern wie Marianne Faithfull oder Jane’s Addiction zusammengearbeitet.

## Diskographische Hinweise
- Brian Jones Presents the Pipes of Pan at Joujouka (Rolling Stones Records, 1971)
- Ornette Coleman: Dancing in Your Head (Columbia, 1973/76, nur auf einem bzw. zwei Stücken mitwirkend)
- Master Musicians of Jajouka (1974)
- Bachir Attar: Apocalypse Across the Sky (1992)
- The Master Musicians Of Joujouka Joujouka Black Eyes (Sub Rosa 1995)
- Master Musicians of Jajouka Featuring Bachir Attar (2000)
- The Road to Jajouka: A Benefit Album (2013)